# Saison 2009 des Phillies de Philadelphie
La saison 2009 des Phillies de Philadelphie est la 127e saison en ligue majeure pour cette franchise, tenante du titre. Les Phillies enlèvent le titre de champion de la Ligue nationale, mais s'inclinent par 4 défaites pour 2 victoires face aux Yankees de New York en Série mondiale.

## Intersaison

### Arrivées
- Chan Ho Park, en provenance des Dodgers de Los Angeles.
- Jack Taschner, en provenance des Giants de San Francisco.
- Miguel Cairo, en provenance des Mariners de Seattle.
- Raúl Ibáñez, en provenance des Mariners de Seattle.

### Grapefruit League
Basés au Bright House Field à Clearwater en Floride, le programme des Phillies comprend 34 matches de pré-saison entre le 25 février et le 2 avril.
La pré-saison s'achève par deux matches, les 3 et 4 avril, face aux Rays de Tampa Bay au Citizens Bank Park.

## Saison régulière

### Classement
| Ligue nationale (Division Est) | V  | D   | %    | GB |
| ------------------------------ | -- | --- | ---- | -- |
| Phillies de Philadelphie       | 93 | 69  | .574 | -- |
| Marlins de la Floride          | 87 | 75  | .537 | 6  |
| Braves d'Atlanta               | 86 | 76  | .531 | 7  |
| Mets de New York               | 70 | 92  | .432 | 23 |
| Nationals de Washington        | 59 | 103 | .364 | 34 |

### Résultats
L'ouverture se tient à Philadelphie le 5 avril face aux Braves d'Atlanta. Cette rencontre est le match inaugural de la saison.

## Séries éliminatoires

### Série de division
| # | Date       | Adversaire | Score                                       | Vic.                                        | Déf.                                        | Sauv.                                       | Affluence                                   | Bilan                                       |
| - | ---------- | ---------- | ------------------------------------------- | ------------------------------------------- | ------------------------------------------- | ------------------------------------------- | ------------------------------------------- | ------------------------------------------- |
| 1 | 7 octobre  | Rockies    | 1 - 5                                       | Lee (1-0)                                   | Jiménez (0-1)                               |                                             | 46 452                                      | 1-0                                         |
| 2 | 8 octobre  | Rockies    | 5 - 4                                       | Cook (1-0)                                  | Hamels (0-1)                                | Street (1)                                  | 46 528                                      | 1-1                                         |
| - | 10 octobre | @ Rockies  | match reporté (neige) Reporté au 12 octobre | match reporté (neige) Reporté au 12 octobre | match reporté (neige) Reporté au 12 octobre | match reporté (neige) Reporté au 12 octobre | match reporté (neige) Reporté au 12 octobre | match reporté (neige) Reporté au 12 octobre |
| 3 | 11 octobre | @ Rockies  | 6 - 5                                       | Durbin (1-0)                                | Street (0-1)                                | Lidge (1)                                   | 50 109                                      | 2-1                                         |
| 4 | 12 octobre | @ Rockies  | 5 - 4                                       | Madson (1-0)                                | Street (2)                                  | Lidge (2)                                   | 49 940                                      | 3-1                                         |

### Série de championnat
| # | Date       | Adversaire | Score  | Vic.         | Déf.          | Sauv.       | Affluence | Bilan |
| - | ---------- | ---------- | ------ | ------------ | ------------- | ----------- | --------- | ----- |
| 1 | 15 octobre | @ Dodgers  | 8 - 6  | Hamels (1-0) | Kershaw (0-1) | Lidge (1)   | 56 000    | 1-0   |
| 2 | 16 octobre | @ Dodgers  | 1 - 2  | Kuo (1-0)    | Park (0-1)    | Broxton (1) | 56 000    | 1-1   |
| 3 | 18 octobre | Dodgers    | 0 - 11 | Lee (1-0)    | Kuroda (0-1)  |             | 45 721    | 2-1   |
| 4 | 19 octobre | Dodgers    | 4 - 5  | Lidge (1-0)  | Broxton (0-1) |             | 46 157    | 3-1   |
| 5 | 21 octobre | Dodgers    | 4 - 10 | Durbin (1-0) | Padilla (0-1) |             | 46 214    | 4-1   |

### Série mondiale
La Série mondiale 2009 se tient du 28 octobre au 4 novembre.
| # | Date         | Adversaire | Score | Vic.              | Déf.           | Sauv.      | Affluence | Bilan |
| - | ------------ | ---------- | ----- | ----------------- | -------------- | ---------- | --------- | ----- |
| 1 | 28 octobre   | @ Yankees  | 6 - 1 | Lee (1-0)         | Sabathia (0-1) |            | 50 207    | 1-0   |
| 2 | 29 octobre   | @ Yankees  | 1 - 3 | Burnett (1-0)     | Martínez (0-1) | Rivera (1) | 50 181    | 1-1   |
| 3 | 31 octobre   | Yankees    | 8 - 5 | Pettitte (1-0)    | Hamels (0-1)   |            | 46 061    | 1-2   |
| 4 | 1er novembre | Yankees    | 7 - 4 | Chamberlain (1-0) | Lidge (0-1)    | Rivera (2) | 46 145    | 1-3   |
| 5 | 2 novembre   | Yankees    | 6 - 8 | Lee (2-0)         | Burnett (1-1)  | Madson (1) | 46 178    | 2-3   |
| 6 | 4 novembre   | @ Yankees  | 3 - 7 | Pettitte (2-0)    | Martínez (0-2) |            | 50 315    | 2-4   |